# Верхние Пески (Курганская область)
Верхние Пески — село в Катайском районе Курганской области. Административный центр Верхнепесковского сельсовета.

## География
Село расположено на юго-восточном берегу озера Песковское, в 12 километрах (14 км по автодороге) к югу от районного центра города Катайска, в 190 километрах (235 км по автодороге) к северо-западу от областного центра города Кургана.

## История
Деревня Пещанская (иногда называлась Катайскими Песками для отличия от других Песковских сел Шадринского уезда) основана между 1719 и 1734 годами. В переписях 1719 года эта деревня не значится, а на Ланд карте 1734 года она уже обозначена. Краевед Антропов в книге «Земля Катайская» писал: «По преданию, его основали те же Балины, что через некоторое время основали и деревню, получившую название по их фамилии — Балина». В 1743 году из 22 дворов все были крестьянами, приписанными к деревне Черемисской и только один двор к деревне Боровой.
До революции село Песковское было административным центром Песковской волости Шадринского уезда Пермской губернии.
В июле 1918 года установлена белогвардейская власть. В июле 1919 года восстановлена Советская власть.
В 1919 году образован Песковский сельсовет. Решением Курганского облисполкома № 215 от 29 июня 1964 года переименован в Верхнепесковский сельсовет.
5 июня 1964 года Указом Президиума ВС РСФСР село Песковское переименовано в Верхние Пески.
В годы Советской власти жители работали в колхозе имени Свердлова, затем в Петропавловском зерновом совхозе.

## Церковь
Каменный храм в честь Казанской иконы Божией Матери с приделом во имя святого великомученика Георгия Победоносца заложен в 1837 году. Придельный храм освящен в 1838 году, а главный — в 1851 году. Ныне здание частично сохранилось до уровня первого этажа.
В 1892 году в версте от села построена часовня в честь иконы Скорбящей Божией Матери. Не сохранилась.
В 1899 году на кладбище построена часовня во имя святителя Феодосия Черниговского. Не сохранилась.

## Школа
В 1841 году в селе появилась школа. Ныне Муниципальное казенное общеобразовательное учреждение «Верхнепесковская основная общеобразовательная школа» Катайского района Курганской области.

## Общественно-деловая зона
В 1968 году установлен четырехгранный обелиск, увенчанный красной пятиконечной звездой, на котором прикреплены плиты с фамилиями погибших в Великой Отечественной войне. Имеет ограждение.

## Население
| 1869 | 1904  | 1920  | 1926  | 1989 | 2002 | 2010 |
| ---- | ----- | ----- | ----- | ---- | ---- | ---- |
| 1513 | ↗1894 | ↘1875 | ↗1900 | ↘405 | ↘388 | ↘350 |

Национальный состав
- По данным переписи населения 2002 года проживало 388 человек, из них русские — 84 %.
- По данным переписи 1926 года в селе Песковском (Пески) проживало 1900 человек, из них русские — 1896 человек, зыряне (коми-зыряне) —4 человека.